# Al-Qurtubi
Al Imâm Abû 'Abdi Llâh Muhammad Ibn Ahmad Ibn Abî Bakr Al-Ansârî Al-Qurtubî (ابو عبد الله محمد ابن احمد ابن ابي بكر الانصاري القرطبي) d (1214 - 1273) est un célèbre savant arabe sunnite acharite,, un théologien et un juriste malikite.

## Biographie
Comme de nombreux enfants andalous de l'époque, il étudia le Coran, les bases de la théologie et de la jurisprudence islamique dans sa prime enfance. Son père était un modeste fermier assassiné par des soldats chrétiens lors d'une incursion chrétienne en 1230. C'est alors qu'il subvint aux besoins de sa famille en tant que potier, tout en continuant ses études. Après la conquête de Cordoue par les troupes du roi chrétien Ferdinand III de Castille en 1236, il émigra vers Alexandrie en Égypte, puis partit ensuite pour le Caire et enfin Munyah Bani Khusayb. C'est alors qu'il compléta ses études et se perfectionna dans l'exégèse coranique et la science du hadith.
Durant sa carrière d'étudiant, il étudia notamment auprès des imams Abul 'Abbâs Ahmad Ibn 'Umar Ibn Ibrâhîm Al Ansârî Al Mâlikî, Abul Hasan 'Alî Ibn Muhammad Ibn 'Alî Al Yahsubî Al Mâlikî, Abû 'Alî Al Hasan Ibn Muhammad Ibn Muhammad Al Bakrî Al Mâlikî, Rashîd Ud Dîn Abû Muhammad 'Abd Ul Wahhâb Ibn Rawâj Al Azdî Al Mâlikî et Bahâ Ud Dîn Ibn Al Jummayzî Al Lakhmî Ash Shâfi'î[réf. nécessaire], ceci jusqu'à devenir un grand savant. Il laissa de nombreux ouvrages de très haute qualité et toujours étudiés dans de nombreuses universités islamiques contemporaines.
Il mourut en 1273 (671 de l'hégire) à Munyah Bani Khusayb (Égypte) où il fut enterré. Sa tombe est encore aujourd'hui fréquemment visitée par des musulman(e)s du monde entier.

## Sa croyance
L'imam Al-Qourtoubi a dit dans son tafsîr lors de l’explication du verset 255 de Soûrat Al-Baqarah : « Allâh est exempt de la localisation ».
Il a dit également lors de l’explication du verset 16 de Soûrat Al-Moulk : « Nous levons les mains vers le ciel dans les invocations car c’est du ciel que descendent la révélation et la pluie, c’est un lieu qui est sacré, purifié et c’est le lieu de résidence pour des anges purs, c’est vers le ciel que sont élevés les actes des esclaves et au-dessus du ciel qu’il y a le Trône et le Paradis, de la même manière que Allâh a fait de la Ka’bah une qiblah – une direction– pour les invocations et les prières. En effet, Il a créé les endroits et n’en a pas besoin et Il existe de toute éternité avant la création des endroits et du temps, Il n’a pas d’endroit ni d’époque et Il est maintenant tel qu’Il est de toute éternité ».
Il a dit aussi lors de l’explication du verset 3 de Soûrat Al-An’âm : « La règle, c’est Son exemption (à Allâh) jalla wa ‘azza, du mouvement, du déplacement et de l’occupation des endroits ».
Il a dit également lors de l’explication du verset 22 de Sourat Al-Fajr : « Allâh, gloire à Lui, n’est pas qualifié par l’évolution d’un endroit à un autre, Il Lui est impossible le changement, le déplacement, Il n’a pas d’endroit ni d’époque. Il n’est pas sujet à l’instant ni au temps car l’écoulement du temps sur quelque chose implique que les moments passés lui échappent et celui à qui quelque chose échappe n’est pas tout puissant ».

## Ouvrages
Il écrivit de nombreux ouvrages dont les plus célèbres sont :
- Al Jâmi' li Ahkâm Il Qur°ân, connu aussi sous le nom de Tafsir al-Qurtubi. Il s'agit d'un volumineux ouvrage d'exégèse coranique notamment tourné vers la jurisprudence malikite et la théologie ash'arite. Une petite partie fut traduite en anglais par Shaykha 'Aïsha Bewley.
- Al Asnâ fî Sharh Asmâ°i Llâh Il Husnâ. C'est un livre faisant l'exégèse des 99 Noms d'Allah.
- Qam' Ul Hars bi Az Zuhd wal Qanâ'ah. C'est un livre de soufisme traitant notamment de l'ascèse, du détournement vis-à-vis de ce bas-monde, du contentement face au décret divin et sur le fait de ne compter que sur Allâh, que l'on soit dans l'aisance ou la difficulté.
- At Tadhkirah. C'est un livre traitant de la mort, du châtiments de la tombe, de la fin des temps et du jour de la résurrection.
- At Tidhkar fî Afdal Il Adhkâr. Épître traitant de l'invocation d'Allah et des convenances à respecter pour la pratiquer.
- Sharh Ut Taqassî, qui est un long commentaire de l'ouvrage intitulé At Taqassî limâ fil Muwattâ° écrit par l'imam Ibn 'Abd Il Barr.

Il écrivit également un poème sur les noms du Prophète.